# Carré des Champ.
Au Carré des Champignons was een restaurant in de Nederlandse stad Eindhoven, onderdeel van Hotel Schimmelpenninck. Het restaurant had van 1961 tot en met 1964 een Michelinster.